# Піщаний (Уфимський район)
Піща́ний (рос. Песчаный, башк. Песчаный) — присілок (в минулому селище) у складі Уфимського району Башкортостану, Росія. Входить до складу Булгаковської сільської ради.
Населення — 181 особа (2010; 174 в 2002).
Національний склад:
- росіяни — 34 %
- татари — 30 %